# Герон-Лейк (Міннесота)
Герон-Лейк (англ. Heron Lake) — місто (англ. city) в США, в окрузі Джексон штату Міннесота. Населення — 602 особи (2020).

## Географія
Герон-Лейк розташований за координатами 43°47′51″ пн. ш. 95°19′16″ зх. д. / 43.79750° пн. ш. 95.32111° зх. д. (43.797514, -95.320988).  За даними Бюро перепису населення США в 2010 році місто мало площу 3,31 км², уся площа — суходіл.

## Демографія
Згідно з переписом 2010 року, у місті мешкало 698 осіб у 306 домогосподарствах у складі 164 родин. Густота населення становила 211 особа/км².  Було 343 помешкання (104/км²).
Расовий склад населення:
| - 92,1 % — білих - 1,9 % — чорних або афроамериканців - 1,3 % — корінних американців - 0,3 % — азіатів - 4,2 % — осіб інших рас |

До двох чи більше рас належало 0,3 %. Частка іспаномовних становила 12,0 % від усіх жителів.
За віковим діапазоном населення розподілялося таким чином: 23,8 % — особи молодші 18 років, 57,4 % — особи у віці 18—64 років, 18,8 % — особи у віці 65 років та старші. Медіана віку мешканця становила 41,5 року. На 100 осіб жіночої статі у місті припадало 101,7 чоловіків;  на 100 жінок у віці від 18 років та старших — 97,8 чоловіків також старших 18 років.
Середній дохід на одне домашнє господарство  становив 46 486 доларів США (медіана — 38 472), а середній дохід на одну сім'ю — 55 520 доларів (медіана — 57 500). Медіана доходів становила 37 321 долар для чоловіків та 36 750 доларів для жінок. За межею бідності перебувало 18,5 % осіб, у тому числі 37,0 % дітей у віці до 18 років та 6,1 % осіб у віці 65 років та старших.
Цивільне працевлаштоване населення становило 305 осіб. Основні галузі зайнятості: освіта, охорона здоров'я та соціальна допомога — 27,9 %, виробництво — 21,3 %, транспорт — 7,9 %, науковці, спеціалісти, менеджери — 7,5 %.